# 梅原隆弘
梅原 隆弘（うめはら たかひろ、1967年6月25日 - ）は、日本のアニメーター、キャラクターデザイナー。東京都杉並区出身。スタジオジュニオを経て現在はマッドハウス所属。主に川瀬敏文か佐藤雄三が監督の作品に参加することが多い。

## 参加作品

### テレビアニメ
1986年
- ドラゴンボール（1986年 - 1989年、動画）

1988年
- それいけ!アンパンマン（1988年 - 、原画・動画）

1989年
- ドラゴンボールZ（1989年 - 1996年、動画）
- ジャングル大帝（1989年 - 1990年、動画）

1991年
- 魔法のプリンセス ミンキーモモ（1991年 - 1992年、原画）

1995年
- ストリートファイターII V（原画）

1996年
- イーハトーブ幻想〜KENjIの春（原画）
- セイバーマリオネットJ（1996年 - 1997年、原画）

1997年
- 救命戦士ナノセイバー（作画監督）
- ネクスト戦記EHRGEIZ （メカニックデザイン・メカ作画監督）

1998年
- AWOL -Absent Without Leave-（ゲストキャラクターデザイン）
- ふしぎ魔法ファンファンファーマシィー（作画監督）
- タッチ Miss Lonely Yesterday あれから君は…（原画）
- ルパン三世 トワイライト☆ジェミニの秘密（原画）

1999年
- Bビーダマン爆外伝V（キャラクターデザイン・作画監督）

2000年
- ブギーポップは笑わない Boogiepop Phantom（作画監督）
- 陽だまりの樹（作画監督）

2001年
- 爆転シュート ベイブレード（キャラクターデザイン（朴起徳と共同）・作画監督）

2002年
- 炎の蜃気楼（作画監督）
- ドラゴンドライブ（キャラクターデザイン・総作画監督・作画監督）

2003年
- TEXHNOLYZE（作画監督）

2004年
- 妄想代理人（原画）
- 天上天下（キャラクターデザイン・総作画監督・作画監督）
- ローゼンメイデン（OP原画）

2005年
- 絶対少年（原画）
- 闘牌伝説アカギ 〜闇に舞い降りた天才〜（キャラクターデザイン・総作画監督）

2007年
- CLAYMORE（キャラクターデザイン・総作画監督・作画監督）
- 逆境無頼カイジ（2007年、作画監督）

2008年
- ONE OUTS（メインキャラクターデザイン）

2009年
- 蒼天航路（キャラクターデザイン（加野晃・林祐一郎・Cindy H Yamauchi・吉田大輔・まつしたあきこと共同））

2010年
- アイアンマン（キャラクターデザイン・総作画監督）

2011年
- 逆境無頼カイジ 破戒録篇（総作画監督・作画監督）

2013年
- HUNTER×HUNTER（第2作、絵コンテ）

2017年
- マーベル フューチャー・アベンジャーズ（2017年 - 2018年、キャラクターデザイン・総作画監督、OP作画監督(共同)）

2023年
- AIの遺電子（演出）

### 劇場アニメ
1990年
- おむすびまん（動画）

1992年
- それいけ!アンパンマン あかちゃんまんの大冒険（原画）

1994年
- ストリートファイターII MOVIE （原画）

1996年
- ルパン三世 DEAD OR ALIVE（作監補佐）
- それいけ!アンパンマン 空とぶ絵本とガラスの靴（原画）
- それいけ!アンパンマン ばいきんまんと3ばいパンチ（原画）

1999年
- 劇場版 カードキャプターさくら（原画）

2001年
- 頭文字D Third Stage（原画）

2013年
- 劇場版 HUNTER×HUNTER 緋色の幻影（総作画監督）
- 劇場版 HUNTER×HUNTER -The LAST MISSION-（作画監督）

2018年
- 森に隠れた月（韓国作品未公開、監督）

### Webアニメ
2023年
- PLUTO（第2話 絵コンテ 演出 作監 総作監）

### OVA
- 忍者龍剣伝（1991年、動画チェック）
- 真ゲッターロボ 世界最後の日（1998年、デザイン協力）
- はじめの一歩 間柴vs木村 死刑執行（2003年、原画）
- 天上天下 ULTIMATE FIGHT（2005年、キャラクターデザイン・総作画監督）
- HELLSING（2010年、作画監督）

### ゲーム
- 任天堂 タイムツイスト 歴史のかたすみで…（1991年、キャラクターデザイン協力）
- 任天堂 スーパーメトロイド（1994年、パッケージデザイン協力）
- プレイステーション 火魅子伝 〜恋解〜（1999年、絵コンテ・原画）
- バンプレスト ドラゴンドライブ ワールドDブレイク（2003年、キャラクターデザイン）
- Digital Works Entertainment CLAYMORE 銀眼の魔女（2009年、パッケージデザイン）